# 5th Infantry Division (Vereinigte Staaten)
Die 5th Infantry Division (deutsch 5. US-Infanteriedivision) war ein Großverband der US-Army im Ersten und Zweiten Weltkrieg sowie im Vietnamkrieg.

## Geschichte

### Erster Weltkrieg

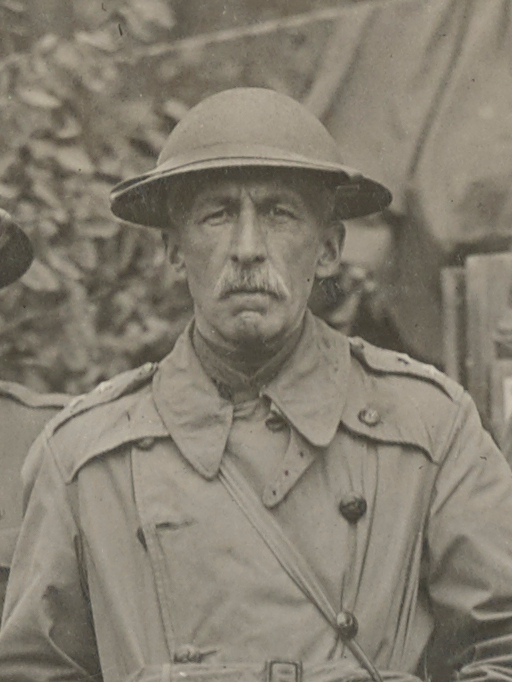
Major General John E. McMahon

Die 5th Infantry Division wurde am 11. Dezember 1917 in der Armeebasis Camp Logan bei Houston, Texas aufgestellt. Zu den damaligen Soldaten der Division gehörte der spätere General Mark W. Clark. Sie kam als Teil der American Expeditionary Forces im Mai 1918 nach Frankreich, wo sie noch weiter von der französischen Armee ausgebildet wurde. Ab Juni 1918 nahm die Division dann auch an Kampfhandlungen teil, so etwa im September 1918 an der Schlacht von St. Mihiel. Während der folgenden Maas-Argonnen-Offensive stand die 5. Division am rechten Flügel des III. Corps (Major General John L. Hines) vor großen Herausforderungen. Der Marsch durch den Abschnitt der 80. Division zu den Höhen um Cunel und Romagne erfolgte unter deutschen Artilleriefeuer. Schlechte Planung führte dazu, dass der Angriff der 5. Division am 14. Oktober keine ausreichende Artillerieunterstützung hatte, um den Vormarsch der Infanterie ausreichend zu decken. Doch gelang es der Division, Cunel zu erobern und zum südlichen Rand des Bois de la Pultière vorzudringen. Am Morgen des 15. Oktober nahm die 5. Division ihre Angriffe wieder auf, aber die Artillerie konnte den Vormarsch der Infanterie nicht angemessen unterstützen. Die Division schaffte es noch, sich durch den Bois de la Pultière zu kämpfen und nach heftigen Kämpfen mit der 9. Infanterie-Brigade den nördlichen Rand des Bois des Rappes zu erreichen. Der Kommandeur, Major General John E. McMahon erhielt darauf den falschen Bericht, dass ausbrechende Panik bei der 9. Brigade diese zum vollständigen Rückzug bewogen hätte. McMahon befahl darauf seiner Division voreilig alle Geländegewinne aufzugeben und sich zum Bois de la Pultière zurückzuziehen. Noch am 16. Oktober ließ General Pershing McMahon für diese Fehlentscheidung durch Major General Hanson E. Ely ersetzen. Die Division setzte den Angriff bis zum 22. Oktober fort, wurde dann von der 90. Division abgelöst und nach Malancourt verlegt.
Die 5. Division hatte in ihrem kurzen Einsatz Verluste von 779 Toten und 3.108 Verwundeten. Die 5. Division blieb bis zum Kriegsende an der Front eingesetzt und danach in Belgien und Luxemburg stationiert. Im Juli 1919 kehrte die Division in die USA zurück, wo der Verband in Camp Gordon, Georgia und dann Fort Jackson, South Carolina stationiert war. Am 4. Oktober 1921 wurde die Division aufgelöst, ausgenommen waren nur die 10th Infantry Brigade und die Unterstützungseinheiten der Division.

### Zweiter Weltkrieg

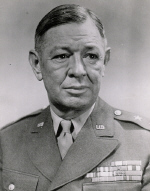
General Stafford LeRoy Irwin

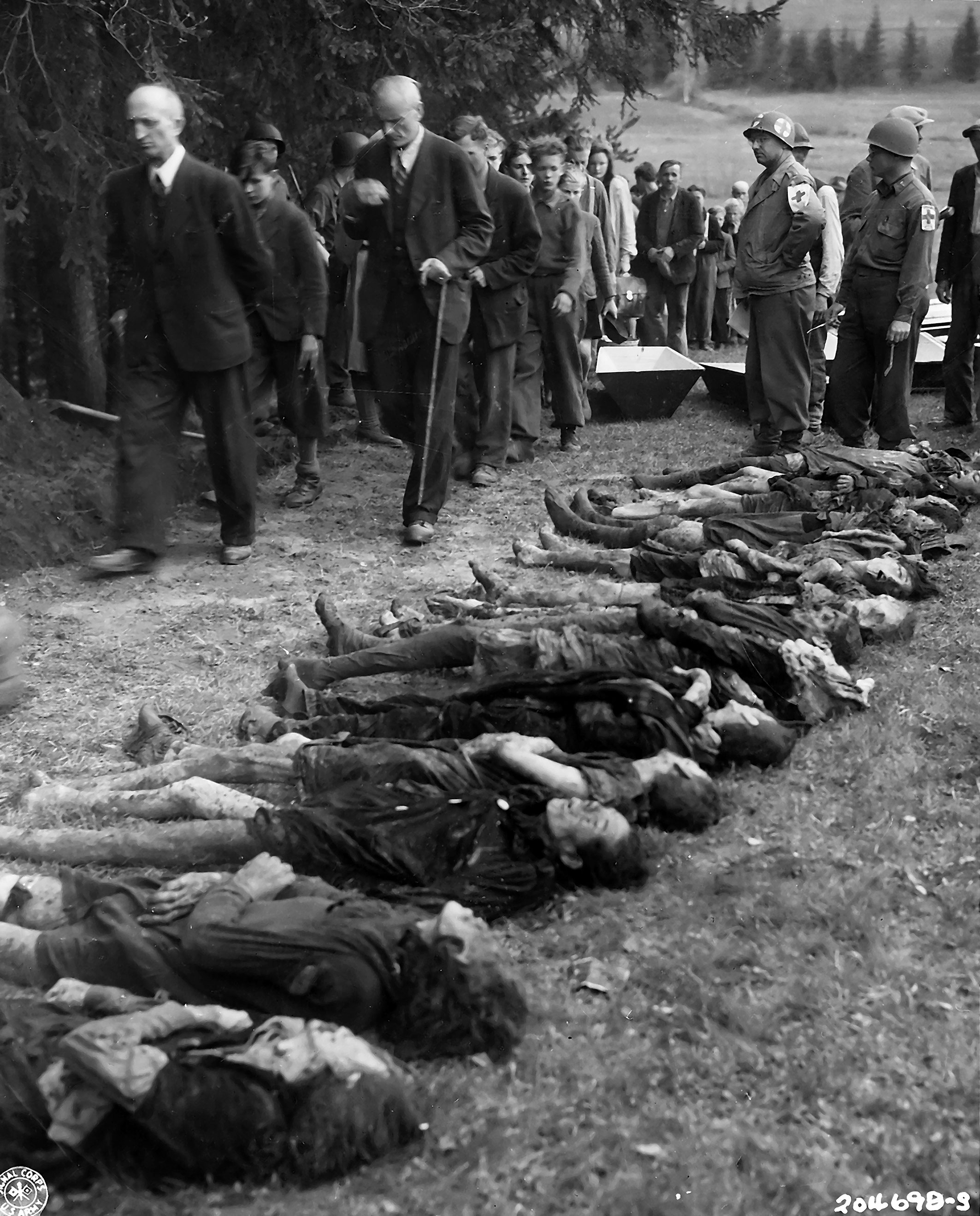
Soldaten der Division zwingen deutsche Zivilisten aus dem Ort Wallern im Sudetenland sich die exhumierten Leichen von Juden anzusehen. Die Juden waren während eines Todesmarsches in den letzten Kriegstagen, in der Nähe des Ortes durch die SS ermordet und verscharrt worden.

Im Jahr 1939 wurde die Division für verschiedene Manöver reaktiviert und u. a. in Kentucky und Louisiana stationiert.
Nach dem Kriegseintritt der Vereinigten Staaten 1941 kam die Division im Mai 1942 nach Island. Dort blieb sie bis zum August 1943, ehe sie nach Großbritannien kam, um sich auf die Operation Overlord vorzubereiten. Am 9. Juli 1944, etwas mehr als einem Monat nach dem D-Day, landete die Division am Utah Beach an der Küste der Normandie. Im Verlauf der nächsten Woche befreite sie u. a. Vidouville, Angers und Chartres. Am 24. August wurde die Seine überschritten und wenig später die Marne. Die Division nahm danach im Rahmen des XX. Corps (unter General W.H. Walker) am Kampf um Metz teil. Am 4. Dezember überschritten die Soldaten der Division die Grenze zum Deutschen Reich und konnten Lauterbach bei Völklingen einnehmen. Die 5th Infantry Division blieb dann auf der Westseite der Saar und nahm im Verlauf des Winters 1944/1945 an der Abwehr der Ardennenoffensive teil. Nach dem Ende dieser verlustreichen Kämpfe rückte die Division über die Sauer im Februar 1945 weiter nach Deutschland ein.
Am 22. März 1945 begann die 3. US Army den Rhein-Übergang bei Nierstein über den Rhein. Die 5th Infantry Division führte im Verband des XII. Corps unter General Eddy einen nächtlichen Überraschungsangriff nördlich von Oppenheim durch, während die 90th Infantry Division einen Scheinangriff weiter flussabwärts bei Mainz ansetzte. Nach der Überschreitung des Rheins wurde Frankfurt am Main am 26. März größtenteils kampflos eingenommen. Die Division kämpfte dann am Ruhrkessel und stieß dann im Verband des XII. Corps weiter in Richtung Osten vor. Anfang Mai 1945, kurz vor dem Kriegsende, wurde die Grenze zur Tschechoslowakei erreicht. Dort wurden die Orte Vimperk und Volary befreit. In Volary fanden die US-Soldaten nach der kampflosen Einnahme ein Massengrab mit den Toten eines Todesmarsches aus dem KZ-Außenlager Helmbrechts auf. Die Leichen wurden exhumiert und die Einwohner des Ortes wurden am 11. Mai gezwungen, an den Leichen vorbei zu marschieren. Später wurden die Toten auf dem Ortsfriedhof beerdigt. Wenig später zog die Division wieder aus der Tschechoslowakei ab und übergab das Gebiet an die Rote Armee.
Die 5th Infantry Division, die während des Kriegs 2298 Tote zu beklagen hatte, wurde am 20. September 1946 erneut aufgelöst. Doch bereits am 15. Juli 1947 wurde sie wieder reaktiviert und als Besatzungstruppe in die Amerikanische Besatzungszone verlegt. Dort blieb sie bis in die 1950er Jahre, nun als Teil der NATO-Streitkräfte. Später folgte die Rückverlegung in die USA.

### Vietnamkrieg
Nach der Umgliederung zahlreicher Divisionsteile war die 5th Infantry Division als mechanisierte Division in Fort Carson, Colorado stationiert. Es kamen mehrere Bataillone und andere Teile der Division nach der Tet-Offensive im Jahr 1968 nach Vietnam. Diese Einheiten waren überwiegend Infanterie- und Artillerieverbände. Zu den Einsatzorten gehörten u. a. Quảng Trị, Đà Nẵng und Ba Long, wobei man an der Seite des US Marine Corps und der ARVN operierte. 1971 folgte die Teilnahme an der Operation Lam Son 719. Danach kehrten die Divisionsteile nach Colorado zurück und wurden wieder deaktiviert.

### Invasion Panamas
Am 21. Oktober 1974 kam es zur Reaktivierung der Division. Zur Verstärkung kamen Fahrzeuge wie der M1 Abrams und zahlreiche Einheiten anderer Verbände zur Division. Die 5th Infantry Division war nunmehr in Louisiana stationiert und stellte Soldaten ihrer 1st und 2nd Brigade für die US-Invasion in Panama Ende 1989 bereit. Sie waren dort auch an der Suche nach dem dortigen Machthaber Manuel Noriega beteiligt. Nach dem Ende der Invasion war die Division noch bis 1992 aktiv, ehe sie deaktiviert wurde.

## Organisation
Bei der ersten Aufstellung im Jahr 1917 hatte die 5th Infantry Division diese Aufstellung:
- 9th Infantry Brigade
  - 60th Infantry Regiment
  - 61th Infantry Regiment
  - 14th Machine Gun Battalion
- 10th Infantry Brigade
  - 6th Infantry Regiment
  - 11th Infantry Regiment
  - 15th Machine Gun Battalion
- 5th Field Artillery Brigade
  - 19th Field Artillery Regiment
  - 20th Field Artillery Regiment
  - 21st Field Artillery Regiment
- Division Troops
  - 13th Machine Gun Battalion
  - 7th Engineer Regiment
  - 9th Field Signal Battalion
  - Headquarters Troop
- Trains
  - 5th Train Headquarters and Military Police
  - 5th Ammunition Train
  - 5th Supply Train
  - 7th Engineer Train
  - 5th Sanitary Train

Beim Einsatz im Zweiten Weltkrieg war die Division so organisiert:
- Division Headquarters
- 2nd Infantry Regiment
- 10th Infantry Regiment
- 11th Infantry Regiment
- 5th Division Artillery
  - 19th Field Artillery Battalion
  - 46th Field Artillery Battalion
  - 50th Field Artillery Battalion
  - 21st Field Artillery Battalion
  - 7th Combat Engineer Battalion
- 5th Reconnaissance Troop
- 5th Medical Battalion
- Special Troops
  - 705th Ordnance Light Maintenance Company
  - 5th Quartermaster Company
  - 5th Signal Company
  - Military Police Platoon
  - Band

Im Kalten Krieg folgendermaßen:
- Division Headquarters and Headquarters Company
- 1st Brigade
  - Headquarters and Headquarters Company
  - 1st Battalion, 70th Armor Regiment
  - 4th Battalion, 35th Armor Regiment
  - 5th Battalion, 6th Infantry Regiment
- 2nd Brigade
  - Headquarters and Headquarters Company
  - 3rd Battalion, 70th Armor Regiment
  - 3rd Battalion, 6th Infantry Regiment
  - 4th Battalion, 6th Infantry Regiment
- 4th Brigade
  - Headquarters and Headquarters Company
  - 3rd Squadron, 1st Cavalry Regiment
  - 1st Battalion, 5th Aviation Regiment
  - 2nd Battalion, 5th Aviation Regiment
- 5th Infantry Division Artillery
  - Headquarters and Headquarters Battery
  - 4th Battalion, 1st Field Artillery Regiment
  - 5th Battalion, 1st Field Artillery Regiment
  - 1st Battalion, 141st Field Artillery Regiment
  - C Battery, 21st Field Artillery Regiment
  - H Battery, 25th Field Artillery Regiment
- 5th Infantry Division Support Command
  - Headquarters and Headquarters Company
  - 75th Forward Support Battalion
  - 105th Forward Support Battalion
  - 705th Main Support Battalion
- 7th Combat Engineer Battalion
- 3rd Battalion, 3rd Air Defense Artillery Regiment
- 105th Signal Battalion
- 105th Military Intelligence Battalion
- 5th Military Police Company
- 45th Chemical Company

## Liste der Kommandeure
| Colonel William M. Morrow               | 1. – 11. Dezember 1917                |
| Major General Charles H. Muir           | 12. Dezember 1917                     |
| Colonel William M. Morrow               | 13. – 31. Dezember 1917               |
| Major General John E. McMahon           | 1. Januar – 16. Oktober 1918          |
| Major General Hanson E. Ely             | 17. Oktober 1918 – 22. Juli 1919      |
| Major General Edward Mann Lewis         | 22. Juli 1919 – ???                   |
| Major General David C. Shanks           | 1. Mai – 1. September 1920            |
| Major General John L. Hines             | 27. September 1920 – 7. Juli 1921     |
| Brigade General Ulysses G. McAlexander  | 13. Juli – 4. Oktober 1921            |
| Brigade General Campbell B. Hodges      | 24. Oktober 1939 – 3. September 1940  |
| Major General Joseph M. Cummins         | 4. September 1940 – 23. Juli 1941     |
| Major General Charles H. Bonesteel Jr.  | 24. Juli – 19. August 1941            |
| Major General Cortlandt Parker          | 20. August 1941 – 23. Juni 1943       |
| Brigade General Allen D. Warnock        | 24. Juni – 2. Juli 1943               |
| Major General Stafford LeRoy Irwin      | 3. Juli 1943 – 20. April 1945         |
| Major General Albert E. Brown           | 21. April 1945 – 20. Juni 1946        |
| Brigade General Harry B. Sherman        | 20. Juni – 20. Juli 1946              |
| Major General Jens A. Doe               | 20. Juli – 20. September 1946         |
| Brigade General John H. Church          | 15. Juli – 1. Oktober 1947            |
| Major General William B. Kean           | 2. Oktober 1947 – 30. Juni 1948       |
| Major General George Decker             | 1. Juli 1948 – 28. Februar 1950       |
| Brigade General Frank C. McConnell      | 1. März – 30. April 1950              |
| Colonel Thomas J. Wells                 | 4. März – 20. März 1951               |
| Major General Laurence B. Keiser        | 21. März 1951 – 30. November 1952     |
| Major General George B. Barth           | 1. Dezember 1952 – 1. September 1953  |
| Major General Richard C. Partridge      | 25. Mai 1954 – 30. Juni 1955          |
| Major General William T. Sexton         | 1. Juli 1955 – 28. Februar 1956       |
| Brigade General Hiram D. Ives           | 1. März – 30. April 1956              |
| Brigade General Cyrus A. Dolph          | 1. Mai – 30. Juni 1956                |
| Major General Gilman C. Mudgett         | 1. Juli 1956 – 31. Mai 1957           |
| Brigade General William M. Breckinridge | 1. Februar – 1. Juni 1957             |
| Division inaktiv                        | 1. Juni 1957 – 19. Februar 1962       |
| Major General Ashton H. Manhart         | 19. Februar – 10. Dezember 1962       |
| Brigade General G Joseph R. Russ        | 11. Dezember 1962 – 28. Januar 1963   |
| Major General John A. Heintges          | 29. Januar 1963 – 15. Juli 1964       |
| Brigade General Milburn N. Huston       | 16. Juli – 30. Juli 1964              |
| Major General Autrey J. Maroun          | 1. August 1964 – 30. November 1966    |
| Major General Charles A. Corcoran       | 1. Dezember 1966 – 30. April 1968     |
| Major General Donald H. McGovern        | 1. Mai – 2. Juni 1968                 |
| Major General Roland M. Gleszer         | 3. Juni 1968 – 17. September 1969     |
| Major General Bernard W. Rogers         | 18. September 1969 – 9. Dezember 1970 |
| Division inaktiv                        | 9. Dezember 1970 – 1. März 1974       |
| Major General Charles E. Spragins       | 1. März 1974 – 7. Januar 1975         |
| Major General Robert Haldane            | 7. Januar 1975 – 31. Oktober 1976     |
| Major General William B. Steele         | 1. November 1976 – 19. Dezember 1978  |
| Major General Joseph T. Palastra Jr.    | 20. Dezember 1978 – 5. Juli 1981      |
| Major General Edward C. Peter II        | 6. Juli 1981 – 12. Juli 1983          |
| Major General Dale A. Vesser            | 13. Juli 1983 – 17. Juni 1985         |
| Major General Kenneth C. Leuer          | 26. Juni 1985 – 27. Mai 1987          |
| Major General James R. Taylor           | 28. Mai 1987 – 4. Juni 1989           |
| Major General Thomas P. Carney          | 5. Juni 1989 – 17. Juli 1990          |
| Major General William W. Crouch         | 18. Juli 1990 – 16. Juni 1992         |
| Major General Jared L. Bates            | 17. Juni – 24. November 1992          |
| Division inaktiv                        | 25. November 1992                     |